# Julien Freund
 Julien Freund  (* 8. Januar 1921 in Henridorff in Lothringen; † 10. September 1993 in Straßburg) war ein französischer Politikwissenschaftler und Soziologe. Er gilt als Vordenker des Konservatismus und der Neuen Rechten.

## Leben
Julien Freund wurde in Henridorff im Département Moselle am 8. Januar 1921 als ältestes von sechs Kindern einer Bäuerin und eines sozialistischen Arbeiters geboren. Nach dem Tod seines Vaters musste er vorzeitig seine Studien abbrechen und wurde im Alter von 17 Jahren Lehrer.

### In der Résistance
Während des Zweiten Weltkrieges nahm Freund aktiv am französischen Widerstand gegen die deutsche Besatzung teil. Nachdem er zunächst von den Deutschen im Juli 1940 als Geisel genommen worden war, gelang ihm die Flucht in das freie Frankreich. Ab Januar 1941 schloss er sich der Widerstandsgruppe Libération-Sud um Emmanuel d’Astier de la Vigerie an, dann den freien Widerstandsgruppen um Henri Frenay. Im Juni 1942 wurde Julien Freund in Clermont-Ferrand verhaftet. Von September an war er in Lyon mit Emmanuel Mounier inhaftiert, einem der Angeklagten des Prozesses gegen die Widerstandsgruppe Combat. Eingesperrt im zentralen Gefängnis von Eysses, dann in der Festung von Sisteron gelang ihm am 8. Juni 1944 die Flucht. Im November 1944 kehrt er nach Straßburg zurück und widmet sich für einige Zeit dem Journalismus und der politischen Aktion. Er war in den Jahren 1945/46 Abteilungsverantwortlicher der Mouvement de libération nationale (MLN), des Départements Moselle und einige Zeiten akademischer Sekretär einer Schulgewerkschaft, des Syndicat national des enseignements de second degré (SNES).

### Akademischer Werdegang
Freund bewarb sich 1946 für den Posten eines Philosophielehrers und erhielt nach seiner Agrégation eine Anstellung am Gymnasium von Sarrebourg (1946–1949), anschließend am Gymnasium in Metz (1949–1953) und am Gymnasium Fustel de Coulanges von Straßburg (1953–1960).
Von 1960 bis 1965 war er Forscher am Centre national de la recherche scientifique (CNRS) im Bereich politischer Analyse. Im Jahre 1965, dem Jahr der Verteidigung seiner Doktorarbeit an der Sorbonne, wurde er zum Soziologieprofessor an der Universität Straßburg gewählt, wo er als einer der Gründer der sozialwissenschaftlichen Fakultät auch deren Direktor wurde.
Er schuf dort einige Institutionen von regionaler Bedeutung, wie das Institut de polémologie de Strasbourg in Zusammenarbeit mit Gaston Bouthoul (vgl. Polemologie), das Centre de recherches et d’études en sciences sociales (im Jahre 1967), die Revue des sciences sociales de la France de l’Est (im Jahre 1972) und das Centre de recherche en sociologie régionale (1973).
Freund lehrte von 1973 bis 1975 am Collège de l’Europe in Brügge, dann ab 1975 an der Universität von Montreal. 1979 wurde er zum Vorsitzenden der Association internationale de philosophie politique ernannt und ging dann in den vorzeitigen Ruhestand, weil er Entwicklungen im Hochschulunterricht und in der Verwaltung missbilligte. Seitdem lebte er zurückgezogen in Villé.

## Denken
Freund wurde wesentlich durch Max Weber, Georg Simmel, Vilfredo Pareto und vor allem Carl Schmitt beeinflusst und trug dazu bei, ihre Gedanken in Frankreich bekannt zu machen.
Bekannt wurde Freund vor allem durch sein Buch L’essence du politique (Das Wesen der Politik), dessen wesentliche Thesen bereits aus seiner Doktorarbeit stammen, die er 1965 bei Raymond Aron eingereicht hatte. Der Philosoph Jean Hyppolite zog es vor, die Arbeit abzulehnen, da er sich nicht den Ruf zuziehen wollte, Freunds Thesen zu unterstützen. Beeinflusst durch Schmitts Fragestellungen versuchte Freund, die Grundkategorien des Politischen zu analysieren, die er in der dreifachen Beziehung zwischen Gehorsam und Befehl, Freund und Feind sowie Öffentlich und Privat sah. Freund betonte dabei die Invarianten des menschlichen Geistes, sei es in den Bereichen der Ästhetik, der Ethik, der Wirtschaft oder der religiösen Sphäre.
Wenig integriert in die französische Soziologie, genoss Julien Freund einen gewissen internationalen Ruf, vor allem auf der Grundlage seines ins Englische übersetzten Buches über Max Weber. Er hat es stets abgelehnt, das Elsass – seine Heimat – zu verlassen, um in Paris Karriere zu machen: „Kant lebte in Königsberg und nicht Berlin“. Selbst ein passionierter Hobbymaler, hatte er 1948 die Tochter des Elsässer Malers René Kuder (1882–1962) geheiratet. Zusammen mit  seiner Frau Marie-France, einer Pharmazeutin, hatte er zwei Söhne. Das Paar hatte sich während des Zweiten Weltkriegs im Süden von Clermand-Ferrand, wo Freund in der Résistance gekämpft hatte, kennen gelernt. 
Seine Faszination durch Carl Schmitt und sein im Grunde konservatives Konzept der Politik, wie auch seine Verpflichtung in der Revue Nouvelle école der Groupement de Recherche et d'Études pour la Civilisation Européenne (kurz: GRECE, begründet durch Alain de Benoist), machten ihn in den Augen mancher Beobachter zu einem Denker der umstrittenen Nouvelle Droite.

## Schriften
- L’essence du politique (Sirey, 1965).
- Max Weber (PUF, 1966 et 1983).
- Europa ohne Schminke (Drückerei Winkelhagen, Goslar 1967).
- Qu’est-ce que la politique ? (Seuil, 1968 et 1978).
- Max Weber (PUF, 1969).
- Le nouvel âge. Éléments pour la théorie de la démocratie et de la paix (Marcel Rivière, 1970).
- Le droit d’aujourd’hui (PUF, 1972).
- Les théories des sciences humaines (PUF, 1973).
- Pareto. La théorie de l’équilibre (Seghers, 1974).
- Georges Sorel. Eine geistige Biographie (Siemens-Stiftung, Munich 1977).
- Les problèmes nouveaux posés à la politique de nos jours (Université européenne des affaires, 1977),
- Utopie et violence (Marcel Rivière, 1978).
- Il luogo della violenza (Cappelli, Bologna 1979).
- La fin de la Renaissance (PUF, 1980).
- La crisis del Estado y otros estudios (Instituto de Ciencia política, Santiago de Chile 1982).
- Idées et expériences. Les activités sociales: regards d’un sociologue (Institut des Sciences Politiques et Sociales de l’U.C.L., Louvain-la-Neuve 1983).
- Sociologie du conflit (PUF, 1983).
- Idées et expériences (Institut de sociologie de l’UCL, Louvain-la-Neuve 1983).
- La décadence. Histoire sociologique et philosophique d’une catégorie de l’expérience humaine (Sirey, 1984).
- Philosophie et sociologie (Cabay, Louvain-la-Neuve 1984).
- Politique et impolitique (Sirey, 1987).
- Philosophie philosophique (Découverte, 1990).
- Études sur Max Weber (Droz, Genève 1990).
- Essais de sociologie économique et politique (Faculté catholique Saint-Louis, Bruxelles 1990).
- L’aventure du politique. Entretiens avec Charles Blanchet (Critérion, 1991).
- D’Auguste Comte à Max Weber (Economica, 1992).
- L’essence de l’économique (Presses universitaires de Strasbourg, Strasbourg 1993).
- Diritto e Politica. Saggi di filosofia giuridica (Edizioni Scientifiche Italiane, Napoli 1994).
- Il Terzo, il nemico, il conflitto. Materiali per una teoria del Politico (Giuffrè, Milano 1995).
- Warfare in the modern world. A short but critical analysis (Plutarch Press, Washington D.C. 1996).
- Voci di teoria politica (Antonio Pellicani Editore, Roma, 2001).
- Vista de conjunto sobre la obra de Carl Schmitt (Struhart & Cía., Buenos Aires, 2002).

### Übersetzungen ins Französische
- Max Weber, Le savant et la politique, Plon, 1959.
- Max Weber, Essais sur la théorie de la science, Plon, 1965, et Agora/Presses-Pocket, 1992.
- Max Weber, Economie et société, Plon, 1971.

### Bibliographie
Eine Bibliographie der Schriften von Julien Freund, erstellt von Piet Tommissen findet sich in der Sonderausgabe zum 60. Geburtstag Freunds in der Revue européenne des sciences sociales (Nr. 54–55, 1981, pp. 49–70). Eine andere Bibliographie, die sich bis zum Jahre 1984 erstreckt, und ebenfalls durch Piet Tommissen erstellt wurde, findet sich in: Philosophie et sociologie (Cabay, Louvain-la-Neuve 1984, pp. 415–456: Julien Freund, une esquisse bio-bibliographique).

### Studien
- Revue européenne des sciences sociales, « Critique des théories du social et épistémologie des sciences humaines : études en l’honneur de Julien Freund », 19, no 54–55, Droz, Genève 1981.
- Revue des sciences sociales de la France de l’Est, « Région et conflits. Hommage à Julien Freund » (Strasbourg), no 10.
- Tijdschrift voor de studie van de verlichting en van het vrije denken, "Politiek en decadentie volgens Julien Freund", 11, no 4, 1983.
- Studi Perugini, Università degli Studi di Perugia, no 1, 1996.
- Empresas políticas, Sociedad de Estudios Políticos de la Región de Murcia, no 5, 2004.
- BIHR,A., "L’extrême droite à l’université : le cas Julien Freund", Revue Agone, n° 54, 2014.
- BLANCHET, C., "Julien Freund (1921–1993). Le maître de l’intelligence du politique et notre ami à l’« enfance éternelle »", Paysans (París), vol. 37, nº 221, 1993, pp. 7–20.
- CAMPI, A., Carl Schmitt, Freund, Miglio: figure e temi del realismo politico europeo, La Roccia di Erec, Fiorenza 1996.
- DELANNOI, G.; HINTERMETER, P.; RAYNAUD, P.; TAGUIEFF, P.-A., Julien Freund La dynamique des conflits, Berg International, Paris, 2010, ISBN 978-2-917191-36-1.
- MOLINA CANO, J., La filosofía económica de Julien Freund ante la economía moderna, Cuadernos Veintiuno (Madrid), no 10, 1997.
- MOLINA CANO, J., Julien Freund, lo político y la política, Sequitur, Madrid, 1999.
- MOLINA CANO, J., Conflicto, gobierno y economía (cuatro ensayos sobre Julien Freund), Struhart & Cía., Buenos Aires 2004.
- PAQUOT, T., "Julien Freund, l’intellectuel frontière qui n’a pas de frontière", Revue des sciences sociales, no 40, 2008, p. 154–161.
- TOUANNE, S. DE LA, Julien Freund. Penseur « machiavélien » de la politique, L’Harmattan, Paris, 2004.
- VALDERRAMA ABENZA, J.C.,Julien Freund, la imperiosa obligación de lo real. Estudio bio-bibliográfico, Isabor, Murcia 2006.
- VALDERRAMA ABENZA, J.C.,"El dolor y la muerte en Julien Freund", in: ANRUBIA, E. (Hrsg.): Filosofías del dolor y la muerte, Comares, Granada 2007, pp. 53–89.
- VALDERRAMA ABENZA, J.C.,"El orden social: Síntesis de la actualidad de las esencias", in: CORBETTA, J. C. & PIANA, R. S., El valor de lo político: Estudios sobre Julien Freund, Prometeo Libros, Buenos Aires 2010, pp. 95–120.
- VALDERRAMA ABENZA, J.C.,"Julien Freund, analista político. Contextos y perspectivas de investigación", in: SÁNCHEZ GARRIDO, P. & MARTÍNEZ SICLUNA, C.(eds.), Miradas liberales. Análisis político en la Europa del s. XX, Biblioteca Nueva, Madrid 2014.